# Jules-Toussaint De Sutter
Jules-Toussaint De Sutter (de geboorteakte vermeldt Julius Tossanus Dieudonné De Sutter) (België,Gent, 10 april 1889 – Frankrijk, Fréjus, 2 december 1959) was een Belgisch muziekpedagoog en componist/dirigent.
Hij was zoon van Desiderius Josephus De Sutter en Victorina Francisca De Bel. Hij was lid van het Sint-Jorisgilde. Op latere leeftijd speelde zijn gezondheid hem parten; hij had hartklachten. Hij kwam samen met echtgenote om bij de breuk van de Malpassetdam in december 1959.
Zijn muziekopleiding kreeg hij aan het Gents conservatorium van Paul Lebrun (harmonieleer en contrapunt) en Emile Mathieu (compositieleer). Hij studeerde steeds af met eerste prijzen. Zijn werk Les fiancés de Noël leverde hem in 1913 een tweede plaats op in de Prix de Rome. Tijdens de Eerste Wereldoorlog was hij eerst in Engeland te vinden als musicus maar ook als organisator van concerten voor Belgische vluchtelingen. Hij werd naar België geroepen, streed aan het front, maar in mei 1918 (de WOI eindigde in november 1918) werd hij solist en dirigent bij de Symphonie de l’Armée de Campagne. Met dat orkest gaf hij concerten tot in het na de oorlog bezette Duitsland aan toe. In 1919 trok hij zich terug om met zijn werk Thyl Ulenspiegel banni een eerste prijs te verdienen in de Prix de Rome. Ook aanvaardde hij een functie als directeur van de Stedelijke Muziekacademie van Oostende (SMA). Hij werd er tevens tweede dirigent van het Kursal-orkest. Hij maakte studiereizen binnen Europa, vanaf 1919 tot 1922 bijvoorbeeld in Keulen om het dirigentschap verder onder de knie te krijgen. Van 1931 tot 1953 had hij zelf regelmatig zitting in de jury van de Prix de Rome. Ondertussen reorganiseerde hij de muziekschool in Oostende, zodat het omgevormd werd tot het conservatorium (1926). Hij gaf leiding aan conservatoriumconcerten, waarbij internationaal en nationaal repertoire afwisselde. Zo kwam muziek van Peter Benoit en August de Boeck aan bod, maar ook werken van Albert Roussel en César Franck vulden de lessenaars. Vanaf 1936 was hij directeur van het Koninklijk Conservatorium Gent, een functie die hij bekleedde tot aan zijn pensionering in 1954; hij gaf er tevens les in de kunst van de fuga.
Van zijn hand verschenen tal van werken, zoals liederen, cantates, kamermuziek etc. De meeste manuscripten zijn in hand van de bibliotheek van het Gents conservatorium. Zijn laatste werk zou een pianoconcert, dat het opusnummer 73 draagt, worden. Het werd postuum uitgevoerd. Zijn Sur la mort d’un enfant was in 1927 ook in Nederland te beluisteren tijdens een Belgisch Muziekfeest in Leeuwarden.
- International Standard Name Identifier: 0000 0000 4746 3425
- Library of Congress Control Number: nr89002716
- MusicBrainz: 67db87f4-6151-44f7-9600-44ffb1c2cb9e
- Nationale Bibliotheek van Israël: 987012503107105171
- Nederlandse Thesaurus van Auteursnamen: 374022887
- Virtual International Authority File: 71235364
- WorldCat: E39PBJht3JBxXffRXjmtYGGbVC